# 罗伯特·勒罗伊
罗伯特·勒罗伊（英語：Robert LeRoy，1885年2月7日—1946年9月7日），美国男子网球运动员。他曾代表美国参加1904年夏季奥林匹克运动会网球比赛，获得男子单打和男子双打银牌。